# Aristocypha quadrimaculata
Aristocypha quadrimaculata là loài chuồn chuồn trong họ Chlorocyphidae. Loài này được Selys mô tả khoa học đầu tiên năm 1853.